# كلفن هايدن
كلفن هايدن (بالإنجليزية: Kelvin Hayden)‏ هو لاعب كرة قدم أمريكية أمريكي، ولد في 23 يوليو 1983 في شيكاغو في الولايات المتحدة.

## وصلات خارجية
- كلفن هايدن على موقع مرجع كرة القدم المحترفة.كوم (الإنجليزية)